# Truncus arteriosus communis
Der Truncus arteriosus communis (TAC), genannt auch (persistierender) Truncus arteriosus, ist mit 1 % eine sehr seltene angeborene Herzfehlbildung, bei der Aorta (große Körperschlagader) und Truncus pulmonalis (Lungenschlagader) während der fetalen Entwicklung nicht vollständig getrennt wurden, d. h. ihr spiralförmiges, sie trennendes Septum ist defekt. Deshalb entspringen beide Arterien gemeinsam aus dem Herzen als persistierender Truncus arteriosus communis. Häufig besteht zusätzlich ein Ventrikelseptumdefekt. Die Aortenklappe wird bei diesem Herzfehler „Truncusklappe“ genannt. Sie ist in vielen Fällen fehlgebildet und daraus ergibt sich, dass sie zu weit oder zu eng sein kann. Es gibt verschiedene Ausprägungen dieses Herzfehlers.
Im Rahmen der Kreislaufumstellung nach der Geburt sinkt der Widerstand der Lungengefäße. Dadurch wird die Lunge verstärkt durchblutet (mit der daraus resultierenden Gefahr, dass sich eine pulmonale Hypertonie entwickelt), was zunächst zu Atembeschwerden beim Kind und schließlich durch die nicht richtig arbeitende Truncusklappe zu einer Herzinsuffizienz führen kann. Deshalb wird in der Regel schon im Säuglingsalter eine Operation mit Hilfe der Herz-Lungen-Maschine notwendig.
Zur Diagnostik wird die Echokardiografie und die Herzkatheteruntersuchung eingesetzt.
Lebenslange Kontrolluntersuchungen sind notwendig und auch auf die Endokarditisprophylaxe muss streng geachtet werden.